# Alice Mangione
Alice Mangione (Niscemi, Sicilia; 19 de enero de 1997) es una atleta italiana especialista en los 400 metros, así como en los relevos 4 x 400 metros. Ha sido campeona nacional de 400 metros en 2020 y 2021.

## Carrera
Debutó a nivel profesional en el año 2013, siendo una de sus primeras competiciones internacionales el Campeonato Mundial Juvenil de Atletismo que se celebró en la ciudad ucraniana de Donetsk, donde corrió los 400 metros lisos, con un tiempo de 56.76 segundos, que no le valió para superar la ronda clasificatoria.
Más adelante, en 2014, en el Campeonato Mundial Junior de Atletismo de Eugene (en Oregón, Estados Unidos), debutaría en la otra modalidad profesional que ha ejercido, la de los relevos 4x400 metros, consiguiendo en esta ocasión una marca de 3:43,06 minutos; nuevamente quedando fuera de los puestos nobles de la clasificación y sin opciones de llegar a la final.
En 2015, Magione obtenía la sexta plaza en el Campeonato Europeo de Atletismo Sub-20 disputado en Eskilstuna (Suecia) de los 400 metros, mientras el combinado de relevos italiano de 4 x 400 alcanzaba la fase final, entrando al podio con la medalla de plata tras correr en tiempo de 3:42,53 minutos. Al año siguiente, Mangione, nuevamente con el equipo de relevos, quedó octava en la cita internacional por el Campeonato Mundial de Atletismo Sub-20 de Bydgoszcz (Polonia), con una marca de 3:42,53 minutos.
Para 2019, en el Campeonato Europeo de Atletismo Sub-23 de Gävle (Suecia), nuevamente el combinado trasalpino lograba llegar a la final, quedando quintas, con un tiempo de 3:36,96 minutos, a poco más de tres segundos de las alemanas, que marcaban el podio.
Tras la paralización de muchos eventos deportivos en 2020, y de incluso los Juegos Olímpicos de Tokio 2020 por la pandemia de coronavirus, 2021 significó la reapertura de los espacios y la reanudación de aquellos torneos tanto retrasados como los que estaban previstos para ese año en el calendario. La primera cita importante tuvo lugar en la ciudad polaca de Toruń, con el Campeonato Europeo de Atletismo en Pista Cubierta, donde el equipo italiano de relevistas se quedó muy cerca de repetir un podio, siendo cuartas con 3:30,32 minutos.
La ocasión de conseguir medallas le llegaría a Mangione en los Relevos Mundiales, nuevamente en Polonia (ahora en Chorzów), y en la modalidad de 4 x 400 m relevos mixtos, alcanzando los italianos el oro con una rebaja de marca hasta los 3:16,60 minutos, lo que supuso una nueva marca nacional para el equipo. A finales de mayo, en la misma sede, pero ahora por la Superliga del Campeonato Europeo de Atletismo por Equipos, la joven velocista sería sexta en los 400 metros lisos (53.08 segundos de marca), y retornaría al podio con sus compañeras en los 4 x 400 m relevos, siendo terceras gracias a un tiempo de 3:29,05 minutos.
En verano de ese año, Alice era elegida por el Comité Olímpico de Italia como parte de la delegación que representaría al país en los que serían sus primeros Juegos Olímpicos en Tokio (Japón), formando parte de los equipos relevistas tanto femenino como mixto. No obstante, la delegación italiana no tuvo suerte en sus comienzos, cayendo ambas en sus respectivas rondas clasificatorias: la femenina fue séptima en su segunda serie, con 3:27,74 minutos; mientras la mixta, también en segunda serie, fue quinta, con 3:13,51 minutos. Pese al escollo que supuso, ambas marcas le valieron a Alice Mangione nuevos récords en las respectivas modalidades.
El 15 de julio de 2022, en el Campeonato Mundial de Atletismo que se celebró en Eugene (Estados Unidos), el combinado de 4x400 metros mixtos, en el que corría como última relevista, lograba colarse en la final de la categoría, quedando séptimos, con un tiempo de 3:16,45 minutos.

## Resultados

### Por temporada
| Representando a Italia | Representando a Italia                            | Representando a Italia | Representando a Italia | Representando a Italia   | Representando a Italia |
| ---------------------- | ------------------------------------------------- | ---------------------- | ---------------------- | ------------------------ | ---------------------- |
| Año                    | Competición                                       | Lugar                  | Puesto                 | Modalidad                | Marca                  |
| 2013                   | Campeonato Mundial Juvenil de Atletismo           | Donetsk                | 4.ª (H7)               | 400 m                    | 56.76 s.               |
| 2014                   | Campeonato Mundial Junior de Atletismo            | Eugene                 | 4.ª (H1)               | 4 x 400 m relevos        | 3:43,06 min.           |
| 2015                   | Campeonato Europeo de Atletismo Sub-20            | Eskilstuna             | 6.ª                    | 400 m                    | 53.80 s.               |
| 2015                   | Campeonato Europeo de Atletismo Sub-20            | Eskilstuna             | 2.ª                    | 4 x 400 m relevos        | 3:37,45 min.           |
| 2016                   | Campeonato Mundial de Atletismo Sub-20            | Bydgoszcz              | 8.ª                    | 4 x 400 m relevos        | 3:42,53 min.           |
| 2019                   | Campeonato Europeo de Atletismo Sub-23            | Gävle                  | 5.ª                    | 4 x 400 m relevos        | 3:36,96 min.           |
| 2021                   | Campeonato Europeo de Atletismo en Pista Cubierta | Toruń                  | 4.ª                    | 4 x 400 m relevos        | 3:30,32 min.           |
| 2021                   | Relevos Mundiales                                 | Chorzów                | 1.ª                    | 4 x 400 m relevos mixtos | 3:16,60 min.           |
| 2021                   | Campeonato Europeo de Atletismo por Equipos       | Chorzów                | 6.ª                    | 400 m                    | 53.08 s.               |
| 2021                   | Campeonato Europeo de Atletismo por Equipos       | Chorzów                | 3.ª                    | 4 x 400 m relevos        | 3:29,05 min.           |
| 2021                   | Juegos Olímpicos                                  | Tokio                  | 7.ª (H2)               | 4 x 400 m relevos        | 3:27,74 min.           |
| 2021                   | Juegos Olímpicos                                  | Tokio                  | 5.ª (H2)               | 4 x 400 m relevos mixtos | 3:13,51 min.           |
| 2022                   | Campeonato Mundial de Atletismo                   | Eugene                 | 7.ª                    | 4 x 400 m relevos mixtos | 3:16,45 min.           |
| 2022                   | Campeonato Europeo de Atletismo                   | Múnich                 | 5.ª (S2)               | 400 m                    | 52.02 s.               |
| 2022                   | Campeonato Europeo de Atletismo                   | Múnich                 | 5.ª (H1)               | 4 x 400 m relevos        | 3:28,14 min.           |
| 2023                   | Campeonato Mundial de Atletismo                   | Budapest               | 6.ª (H1)               | 400 m                    | 51.57 s.               |
| 2023                   | Campeonato Mundial de Atletismo                   | Budapest               | 7.ª                    | 4 x 400 m relevos        | 3:24,98 min.           |
| 2024                   | Juegos Olímpicos                                  | París                  | 5.ª (H2)               | 4 x 400 m relevos        | 3:26,50 min.           |
| 2024                   | Juegos Olímpicos                                  | París                  | 6.ª                    | 4 x 400 m relevos mixtos | 3:11,84 min.           |

### Mejores marcas
| Disciplina                              | Marca        | Lugar    | Fecha                 |
| --------------------------------------- | ------------ | -------- | --------------------- |
| 100 metros lisos (exterior)             | 11,92 s.     | Rieti    | 11 de julio de 2020   |
| 200 metros lisos (exterior)             | 23,50 s.     | Milán    | 14 de mayo de 2023    |
| 400 metros lisos (exterior)             | 51,47 s.     | Ginebra  | 11 de junio de 2022   |
| 400 metros lisos (pista cubierta)       | 52,73 s.     | Ancona   | 19 de febrero de 2023 |
| 4 x 400 metros relevos (exterior)       | 3:26,50 min. | París    | 9 de agosto de 2024   |
| 4 x 400 metros relevos (pista cubierta) | 3:28,61 min. | Estambul | 5 de marzo de 2023    |
| 4 x 400 metros relevos mixtos           | 3:11,84 min. | París    | 3 de agosto de 2024   |